# フォード劇場

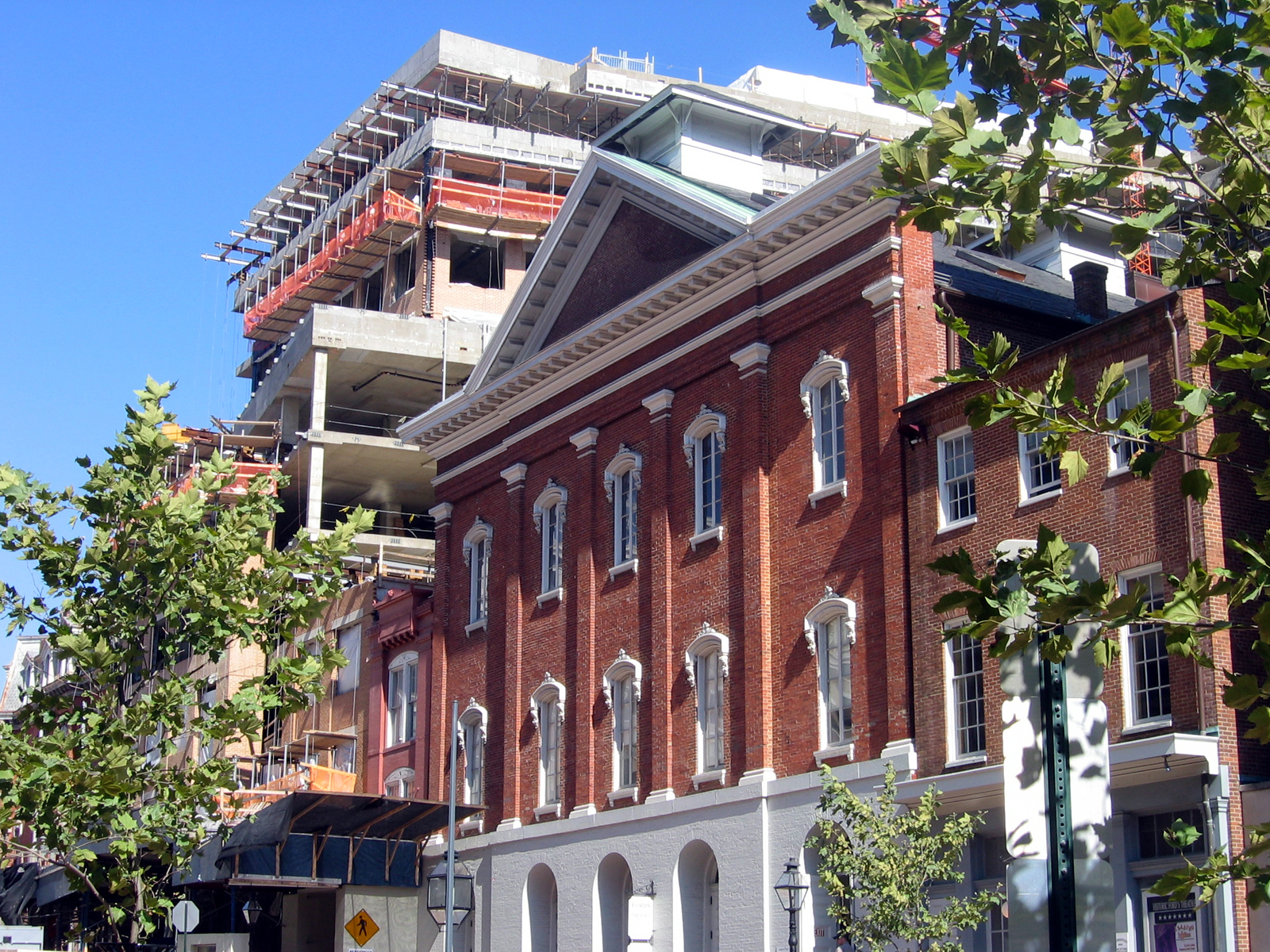
フォード劇場、外観

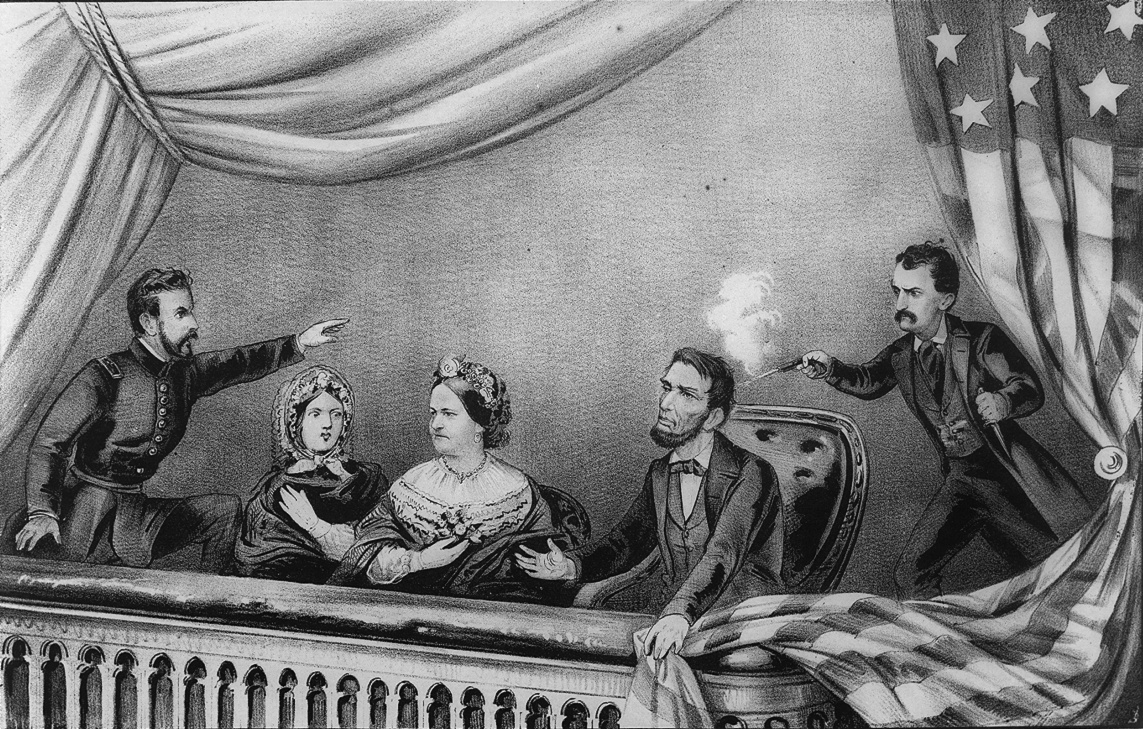
暗殺されるリンカーン大統領の図。左からヘンリー・ラスボーン少佐、クララ・ハリス、メアリー・トッド、リンカーン大統領、そしてジョン・ウィルクス・ブース（Commonsの記述より）。

フォード劇場（フォードげきじょう、英語: Ford's Theatre）は、アメリカ合衆国の首都ワシントンD.C.にある現行の劇場の名称。ワシントンD.C.の10番ストリート511番地、NWに位置し、種々の興行に使用される。劇場は1865年4月14日に当時のアメリカ合衆国大統領であったエイブラハム・リンカーンの暗殺現場となったことで一躍有名となった。狙撃され頭部に致命傷を負った後、リンカーン大統領は通りを隔てたピーターセンハウスという民宿に運ばれ、翌朝に息を引き取った。これら劇場とピーターセンハウスは、共にフォード劇場国立史跡として保存されている。

## 劇場沿革
劇場の位置は、元々は1833年に最初のワシントンD.C.のバプテスト教会として建設された教会の拠点であった。教徒団が教会の権利を明渡した後の1861年、ジョン・T・フォードが所有権を引き継ぎ、劇場として改装した。彼は当初、劇場を「フォード文芸振興館（アシニーアム）」と称した。建物は1862年に火事で内部が全焼する事故に見舞われたが、翌年に「フォード新劇場」として改築・開場した。
バージニア州のアポマトックス郡庁舎（アポマトックス・コートハウス）にて、南北戦争における南軍の司令官、ロバート・E・リーが降伏してから僅か5日後、リンカーン大統領は階上バルコニー席である「ステート・ボックス」に座り、｢われらがアメリカのいとこ（Our American Cousin）｣を観賞していた。その時、当時有名な俳優で、廃れつつあった南部連合を援助しようと必死でもあった、ジョン・ウィルクス・ブースが大統領のボックス席へ足を踏み入れ、大統領の頭部を近距離からデリンジャーピストルで狙撃した。その後彼は席からステージへ飛び乗り、足を骨折しつつも、バージニア州のラテン語のモットーである「専制者は常にかくのごとし（Sic semper tyrannis）」や、ちょうど路地を通って逃走する際に「南部は復讐を果たした!」と叫んだとされる。（リンカーン大統領暗殺事件も参照。）
暗殺事件以降、演劇場としては約1世紀のあいだ閉鎖された。1866年から1887年の間、アメリカ陸軍によって引き継がれ、1階を後に現在のアメリカ国防総省の一部となるアメリカ陸軍局の記録保管所、2階を米国国立医学図書館、国立健康医学博物館の本部として扱われた。1887年にこうした医学的機関の用途が排除され、陸軍局員の事務室となった。更に1893年に建物が崩れ落ちる事件が起き、22人の陸軍局員が死亡、68人の局員が重軽傷を負った。この事件は多くの人々に、劇場へと改変される以前の教会や物置が呪われているのではないかといった噂や、劇場で起きた数々の悲劇がこの呪いを確証づけるものであるといった説を信じさせる結果となった。その後建物は修復され、1931年まで政府保税倉庫として使用された。劇場は、それから1967年12月に政府が劇場復興の為の資金を提供する是認がなされるまでの30年もの間、全く寂れてしまっていた。以来1970年から現在まで、フォード劇場は現役の劇場であると共に、アメリカ合衆国第16代大統領の暗殺を思い起こす史跡となっている。また劇場の地下階にある博物館はオルロイド・コレクション・オブ・リンカーニアナの一部を含む。
2008年現在、改修工事のため一時閉鎖中となっており、2009年中の再開が予定されている。

## ピーターセンハウス

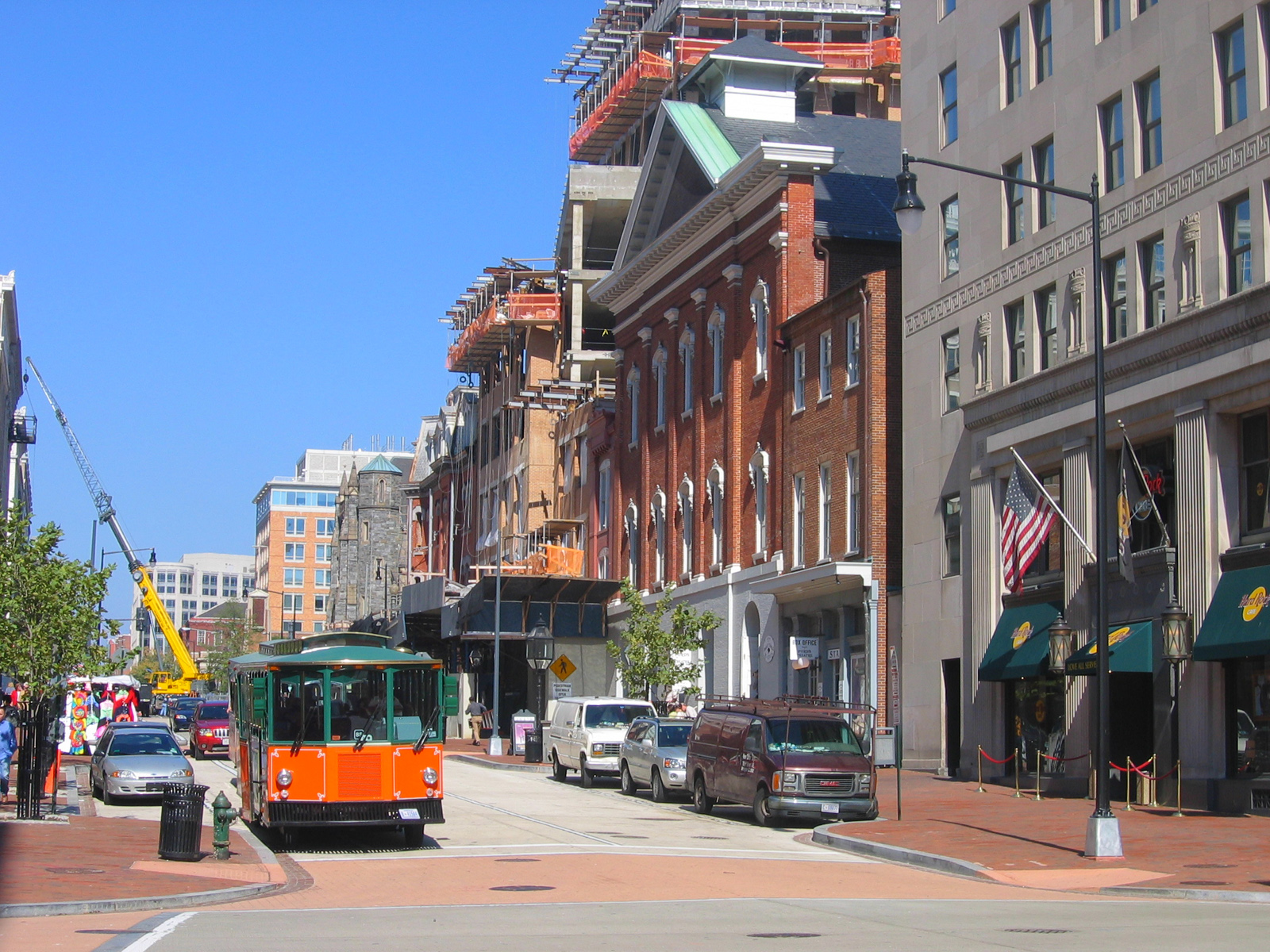
ワシントンD.C.、10番ストリート、NWに位置するフォード劇場。高級住宅化が進み、新たに隣接する分譲マンションとオフィスが現在建設中である（Commonsの記述より）。

チャールズ・リール医師を含む付添い人たちは、狙撃されたリンカーン大統領を10番ストリートへ運んだ。リール医師が通りを挟んだピーターセンの寄宿舎に運ぶことを決めたのである。その際、付添い人の一人であった陸軍大尉がこの煉瓦造り、連邦様式の連続住宅へ向かう道をあけた。下宿人であったヘンリー・サフォードは、何が起こったのかを悟り建物の正面にある階段に立って「彼をこっちへ、こっちへ持ってくるんだ！」と叫んだ。それから大統領は居間の後方にある寝室へ運びこまれ、彼の身長には十分に満たない程の長さであったベッドの上へ置かれた。リンカーン夫人であるメアリー・トッドはクララ・ハリスに付き添われて通りを渡った。ハリスは大統領が狙撃された時に一緒にボックス席内で演劇を鑑賞していた人物の一人であり、また彼女の婚約者であったヘンリー・ラスボーン少佐は暗殺の際、狙撃犯のブースに刺され負傷した人物である。ナイフで腕を刺され激しく出血したラスボーン少佐はピーターセンハウスに到着後、そのかなりの失血の為虚脱し崩れるように倒れてしまう。
事件の起きた夜から翌日の朝にかけて、見物人が宿舎内に侵入するのを防ぐため、軍の護衛隊が外を巡回した。群れを成す程の政府関係者と医師達は宿舎内部に入ることを許され、意識不明の状態に陥った大統領に注意を払った。医師たちは、大統領の頭部に入り込み脳を圧迫している、銃弾の傷口に生じていた血の固まりを絶えず取り除いた。しかし、内外部の大出血は夜を徹して続いた。リンカーン大統領は、1865年4月15日午前7時22分、56歳で生涯を閉じた。

## 運営上の歴史
- 1866年4月7日、劇場の権限が連邦政府により獲得される。
- 1896年6月11日、ピーターセンハウスが「リンカーンが逝去した宿舎」として認可される。
- 1932年2月12日、リンカーン博物館に指定される。
- 1933年8月10日、管理組織が公共建築局及び首都圏公共公園局から、国立公園局に移される。
- 1965年4月14日、フォード劇場(リンカーン博物館)に指定される。
- 1966年10月15日、国立登録史跡に登録される。
- 1970年6月23日、フォード劇場とピーターセンハウスが共に、現在はナショナル・モール＆記念公園管理局によって運営されている、フォード劇場国立史跡に合併される。

## 参考
以下は翻訳元の英語版の参考である。
- The National Parks: Index 2001–2003. Washington: U.S. Department of the Interior.